# Maksutovljev teleskop
Maksutov (naziva se i "Mak") je katadiopterski dizajn teleskopa koji kombinira sferno ogledalo sa slabo negativnom meniskusnom lećom u dizajnu koji koristi sve površine da budu gotovo "sferno simetrične". Negativna leća obično je punog promjera i postavlja se na ulaznu zjenicu teleskopa (obično se naziva "korektor ploča"). Dizajn ispravlja probleme aberacije kao što je koma koja se nalazi u reflektorskim teleskopima, a istodobno ispravlja kromatsku aberaciju. Patentirao ga je 1941. ruski optičar Dmitri Dmitrievich Maksutov. Maksutov je svoj dizajn temeljio na ideji koja stoji iza Schmidtove kamere o korištenju sfernih pogrešaka negativnog sočiva za ispravljanje suprotnih pogrešaka u sferičnom primarnom ogledalu. Dizajn se najčešće vidi u varijanti Cassegrain, s integriranom sekundarnom jedinicom koja može koristiti sve sferne elemente i na taj način pojednostaviti izradu. Maksutov teleskopi prodavani su na amaterskom tržištu još od 1950-ih. 

## Izum
Dmitrij Maksutov možda je radio na ideji uparivanja sfernog primarnog zrcala u kombinaciji s negativnom meniskusnom lećom još davne 1936. godine. Njegove bilješke iz tog vremena o funkciji Mangin ogledala, ranog katadioptrijskog reflektora reflektora koji se sastoji od negativnih leća sa srebrom na stražnjoj strani, uključuju skicu Mangin ogledala sa zrcalnim dijelom i negativnu leću razdvojenu na dva elementa. Čini se da je Maksutov tu ideju još jednom pokupio u ratom razorenoj Europi 1941. godine kao varijaciju ranijeg dizajna koji je uparao sferno ogledalo s negativnom lećom, Bernharda Schmidtova 1931. „Schmidtova kamera“. Maksutov je tvrdio da je došao na ideju da zamijeni složeni Schmidtov korektorski pločicu sfernim „pločicom za korektor meniskusa“ dok se vozio u vlaku izbjeglica iz Lenjingrada. Maksutov je opisan kao patentiranje svog dizajna u svibnju,  kolovoza ili listopada 1941. i izradu prototipa "Maksutov - Gregorijanski " u listopadu 1941.  Maksutov je došao do jedinstvene ideje koristeći „akromatski korektor“, korektor napravljen od jedne vrste stakla sa slabim negativnim oblikom meniskusa koji je odstupio od čisto koncentričnog sfernog simetričnog oblika kako bi ispravio kromatsku aberaciju.
Slični dizajni teleskopa meniskusa također su patentirani 1941. godine: Albert Bouwers (njegov koncentrični teleskop meniskusa iz 1941.), K. Penning i Dennis Gabor (katadioptrični nemonocentrični dizajn). Ratna tajna sprječavala je te izumitelje da znaju jedni o drugima, što je dovelo do toga da je svaki neovisan izum. 

## Različiti dizajni
Maksutovljev dizajn 1944. bio je prvi objavljeni dizajn teleskopa meniskusa, a objavljen je u široko čitanom časopisu Američkog optičkog društva. To je dovelo do toga da profesionalni i amaterski dizajneri gotovo odmah eksperimentiraju s varijacijama, uključujući s Newtonianima, Cassegrainovima i kamerama širokog polja. 
Postoje mnogi Maksutov dizajni koji koriste Cassegrain konfiguraciju, montirajući konveksno sekundarno ogledalo u blizini fokusa primarnog zrcala. Većina tipova koristi korektore punog otvora i stoga nisu jako veliki, budući da ploča korektora brzo postaje neizmjerno velika, teška i skupa kako se otvor blende povećava, s vrlo dugim vremenima hlađenja kako bi se postigli optimalni optički učinak. Većina komercijalnih proizvođača obično se zaustavi na 180 mm. 

### Maksutov Newtoniani
Maksutovljeva optika može se upotrijebiti u Newtonovim konfiguracijama koje imaju minimalnu aberaciju u širokom vidnom polju, a jedna četvrtina kome sličnog standardnog Newtonovog reflektora, a polovica koma Schmidt-Newtoniana. Difrakcija se također može umanjiti korištenjem velikog fokalnog omjera s proporcionalno malim dijagonalnim zrcalom montiranim na korektor, omogućujući ovom dizajnu da postigne kontrast i kvalitetu slike koja se približava kvaliteti neometanih visokofrekventnih refraktora (premda s određenom vinjetiranjem kad se fotografski koristi). Kao i Maksutov-Cassegrain, ukupni promjer optičkog sustava je ograničen, zbog mase pločice korektora. 

### Rutten Maksutov-Cassegrain teleskopi
Rutten Maksutov-Cassegrain (koji se naziva i Rumak ili Sigler Maksutov) ima zasebno sekundarno ogledalo postavljeno na unutarnju površinu korektora meniskusa, ponekad slično konfiguracijama korektora / držača ogledala koje se nalaze u komercijalnim Schmidt-Cassegrainima. To daje dodatni stupanj slobode u ispravljanju aberacije promjenom zakrivljenosti korektora. Konkretno, omogućuje dizajneru da asferira sekundarni film kako bi osigurao puno šire ravna polja od tradicionalnih točaka Maksutovs, s manje koma. Ugradnja sekundarnog materijala na korektor također ograničava difrakcijske šiljke. Ova je verzija nazvana po radu nizozemskog dizajnera optike Harrie Rutten. 

### Maksutov kamere
Maksutov sustav može se koristiti u (rijetkoj) vrsti ultra-fokusnog astronomskog dizajna ultra širokog polja sličnog Schmidtovoj kameri. Poput Schmidtove kamere, i Maksutova kamera ima zakrivljenu žarišnu ravninu.